# Monte Cervandone
Le monte Cervandone, en allemand : Scherbadung, est une montagne du massif des Alpes lépontines qui s'élève entre 3 210 et 3 212 m d'altitude selon les sources, à cheval entre la Suisse (canton du Valais) et l'Italie (Piémont).